# Pondorbis
Pondorbis is een geslacht van weekdieren uit de klasse van de Gastropoda (slakken).

## Soort
- Pondorbis alfredensis Bartsch, 1915